# Rascló ala-rogenc
El rascló ala-rogenc (Aramides calopterus) és una espècie d'ocell de la família dels ràl·lids (Rallidae) que habita rius dins la selva a l'est de l'Equador, nord-est del Perú i zona limítrofa del Brasil.